# Gosibius monicus
Gosibius monicus är en mångfotingart som beskrevs av Chamberlin 1912. Gosibius monicus ingår i släktet Gosibius och familjen stenkrypare. Inga underarter finns listade i Catalogue of Life.